# Hiệp hội Giáo dục & Nghiên cứu Mua hàng & Cung ứng Quốc tế
Hiệp hội Giáo dục & Nghiên cứu Mua hàng & Cung ứng Quốc tế (IPSERA) là một xã hội có học trong lĩnh vực quản lý mua và cung ứng. Được thành lập vào năm 1990 với tên gọi PSERG (Nhóm nghiên cứu và cung ứng giáo dục và mua hàng), nó có hơn 300 thành viên tại hơn 30 quốc gia.

## Hội nghị
Hội nghị thường niên của IPSERA được tổ chức hàng năm vào cuối tháng 3 hoặc đầu tháng 4. Do tư cách thành viên đa dạng về mặt địa lý của IPSERA, địa điểm của cuộc họp thường niên xoay quanh các châu lục.

## Nút và trung tâm xuất sắc
IPSERA hiện có 4 Trung tâm Xuất sắc Học thuật và 11 Nút khu vực. Các nút là các nhóm học thuật tối thiểu 5 người làm việc trong lĩnh vực quản lý mua và cung ứng. Các nút tổ chức hội thảo hoặc các cuộc họp khu vực được IPSERA hỗ trợ.

## Học bổng
IPSERA có một số học bổng có sẵn để tham dự Hội nghị IPSERA và trường hè IFPSM.

## Ấn phẩm
IPSERA không có tạp chí riêng. Tuy nhiên, Tạp chí Quản lý mua và cung ứng xuất bản một vấn đề đặc biệt hàng năm có chứa các giấy tờ được chọn từ cuộc họp thường niên IPSERA.